# Система образования Великобритании
Систе́ма образова́ния Великобрита́нии — совокупность образовательных учреждений составных частей Соединённого королевства Великобритании и Северной Ирландии, а ранее Британской империи, включавшей Британские острова, а также доминионы и британские колонии на разных континентах.
Образование в Великобритании является обязательным для всех граждан в возрасте от 5 до 16 лет. В стране два сектора образования: государственный (бесплатное образование) и частный (платные учебные заведения, частные школы). В Великобритании существуют две системы образования, которые легко уживаются вместе: одна в Англии, Уэльсе и Северной Ирландии, вторая — в Шотландии.
Согласно UNESCO и OECD в 2012 году в стране обучалось 3,5 млн студентов, из которых 427 тысяч — иностранные граждане.

## Структура системы образования
В Великобритании существует огромное разнообразие школ. В различных справочниках, в Интернете, журнальных и газетных статьях могут использоваться разные критерии для классификации школ. Распространенный тип школы в Великобритании — это школы-пансионы (англ. boarding schools), в которых ученики как обучаются, так и живут. Первые школы-пансионы появились в Британии в эпоху раннего Средневековья — в основном, при монастырях. В XII веке Папа Римский обязал все бенедиктинские монастыри открывать при них благотворительные школы. Несколько позднее за обучение в таких школах стали брать плату. Хотя аристократические семьи предпочитали монастырским школам домашнее обучение, со временем распространилось убеждение, что подросткам вне зависимости от социального происхождения полезнее обучаться вместе со сверстниками. Это убеждение и стало фундаментом для организации и развития привилегированных школ-пансионов (public schools), среди которых есть и такие, что взращивают, обучают и формируют элиту современного британского общества на протяжении более чем тысячи лет. В списке самых дорогих и престижных школ мира присутствуют и британские школы-пансионы.

### Классификация школ по возрасту обучающихся
- Школы полного цикла — где обучаются дети всех возрастов от 3 до 18 лет.
- Учреждения дошкольного образования — их также называют яслями и детскими садами, для детей от 2 до 7 лет. Здесь учат читать, писать, считать, развивают через игры. Обычно такие школы организуются совместно со школами для младших школьников. — возраст учеников от 2 лет 9 месяцев до 4 лет.

##### Учреждения для младших школьников
- Начальная школа — возраст учеников от 4 до 11 лет. Экзамены SATs[2] проводятся в 2 этапа, на втором и шестом годах обучения. Результаты второго экзамена важны для поступления в Secondary School.
- Средняя школа — для детей от 7 до 13 лет. Здесь дети проходят специальный начальный общий цикл обучения по различным предметам, который заканчивается сдачей экзамена Common Entrance Examination. Успешная сдача такого экзамена — это обязательное условие поступления в старшую школу.

##### Учреждения для старших школьников
- Senior Schools — для подростков от 14 до 18 лет. Здесь дети проходят сначала двухгодичное обучение для сдачи экзаменов GCSE, за которым следует ещё одна двухгодичная программа: A-Level либо International Baccalaureate.
- Secondary school — образование для детей в возрасте от 11 лет.
- Grammar school — образование для детей в возрасте от 11 лет по углублённой программе. В этих же школах можно получить подготовку к университету (Sixth Form).
- Школы по подготовке к университетам (Sixth Form) — для старших подростков 16-18 лет.

### Классификация школ по половой принадлежности обучающихся
- Смешанные школы — где совместно обучаются и мальчики, и девочки. Есть много сторонников совместного обучения, аргументирующих свою позицию следующими утверждениями:
  - Дети с ранних лет учатся общаться и сотрудничать с представителями противоположного пола.
  - Представители противоположного пола стимулируют амбициозность и повышают мотивацию к саморазвитию.
- Школы для девочек — где обучаются только девочки. Аргументы в пользу отдельного обучения девочек следующие:
  - Девочки развиваются физически и эмоционально несколько быстрее мальчиков, и в них им не приходится подстраиваться под «отстающих» одноклассников.
  - Девочки, как правило, отличаются большим самообладанием и лучшей дисциплиной, коллективы девочек оказываются лучше организованными и сфокусированными на учёбе.
  - В такой среде они могут спокойно развиться, развивать себя как личность, свои хобби и увлечения.
  - Девочки растут самостоятельными.
  - Девочки учатся быть лидерами, полагаться только на себя.
  - Соревновательная среда мало привлекает, а иногда и угнетает девочек, которые гораздо более ценят поддержку и командную работу.
- Школы для мальчиков — где обучаются только мальчики. Аргументов в пользу отдельного обучения мальчиков также существует немало:
  - Мальчики от природы являются более подвижными и активными, и им для нормального развития необходимо много движения, спорта и подвижных игр.
  - Как правило мальчики очень своенравны,так же стереотипно реагируют на девочек,что будет тем мешать в учебе.
  - Соревновательная среда необходима мальчикам для самовыражения и активного развития.

### Дошкольное образование
Дошкольное образование можно получить как в государственном, так и в частном учебном заведении. Часто родители отдают детей в ясли в возрасте 3-4 лет.

### Подготовительное образование
В частных школах в подготовительные (или начальные) классы принимают детей, начиная с 5 лет. Иностранные учащиеся поступают в школу с 7 лет, а в возрасте 11-13 лет сразу переводятся в средние классы той же частной школы.

### Начальное школьное образование
Большинство британских детей поступают в государственные начальные школы в возрасте 5 лет, а затем в 11 лет переходят в классы среднего образования той же школы или переводятся в колледж.
В начальной школе дети изучают английский язык, математику, историю, географию, музыку, технологию промышленности и искусство. Предметы выбирают родители. В некоторых боро и графствах дети в возрасте 11 лет могут сдавать расширенный экзамен, называемый «11+», позволяющий расширить выбор школ для среднего образования. Ранее данный экзамен использовался на всей территории Англии и Уэльса, но был заменён стандартизованным тестом.

### Среднее школьное образование

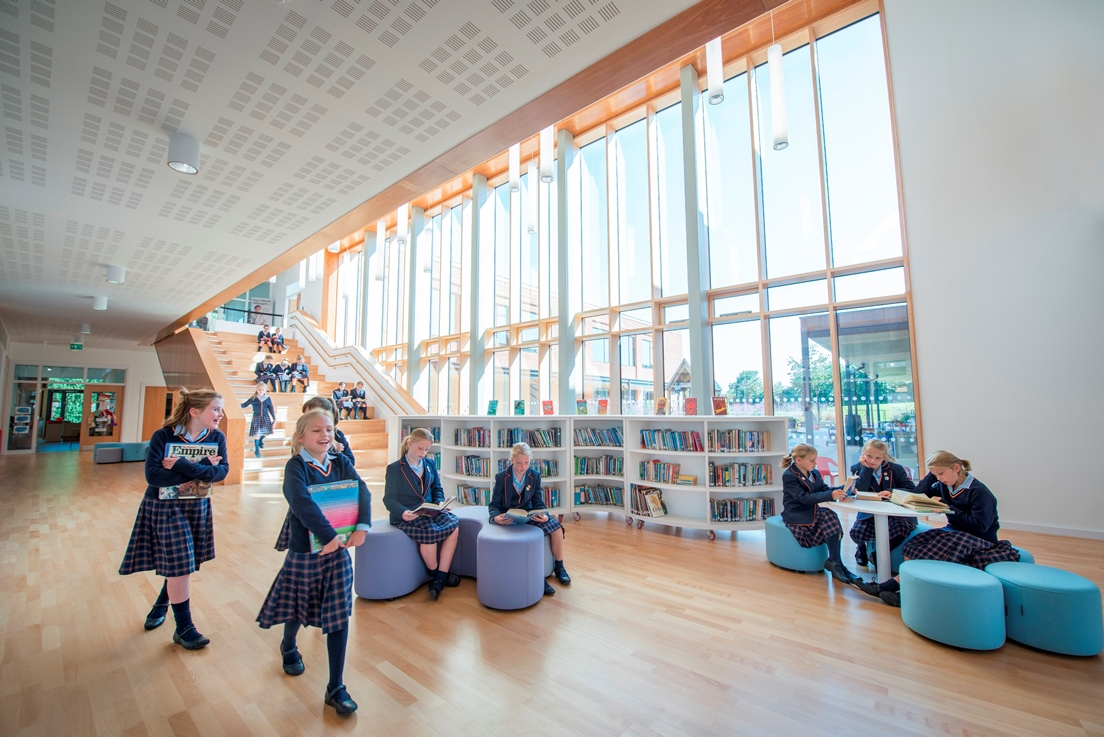
Ученицы частной школы для девочек в Уинчестере

Среднее образование в Англии для детей до 16 лет является обязательным. Все государственные и частные школы учат детей с 11 до 16 лет и готовят их к получению GCSE (General Certificate of Secondary Education) — общего свидетельства о среднем образовании, или GNVQ (General National Vocational Qualification) — национального свидетельства о профессиональной квалификации. Большинство иностранных учащихся поступают в британские средние школы (чаще всего в частные школы-пансионы) в возрасте 11-13 лет. Формирование творческого, уверенного в себе, самостоятельного человека — одна из основных задач британской школы. 
Дети проходят специальный общий цикл обучения по различным предметам, который заканчивается сдачей экзамена Common Entrance Examination. Успешная сдача такого экзамена — обязательное условие поступления в старшую школу. С 14 до 16 лет школьники целенаправленно готовятся к экзаменам (обычно — по 7-9 предметам) на сертификат о среднем образовании — General Certificate of Secondary Education.
В английский школах ведётся подготовка к предпринимательской деятельности, школьники смогут пройти курсы по профессиональной подготовке и практику с освоением предпринимательских навыков.  

### Образование с 16 лет
В 16 лет, после завершения обязательного цикла образования, студенты могут либо уйти из школы и начать работать, либо продолжить образование для того, чтобы поступить в университет. Желающим поступить в университет предлагается двухгодичный курс A-levels. После первого года обучения сдаются экзамены AS, а после второго — A2-levels. Первый год обучения предполагает обязательное изучение 4-5 предметов, второй 3-4. Обязательных предметов, необходимых к сдаче, нет — все предметы студент подбирает себе индивидуально из 15-20 предложенных школой, тем самым определяя свою специализацию, которой будут посвящены последующие 3-5 лет обучения в университете. Чаще всего иностранные студенты, приезжающие на учёбу в Великобританию, начинают своё образование именно с A-levels.

### Образование с 18 лет

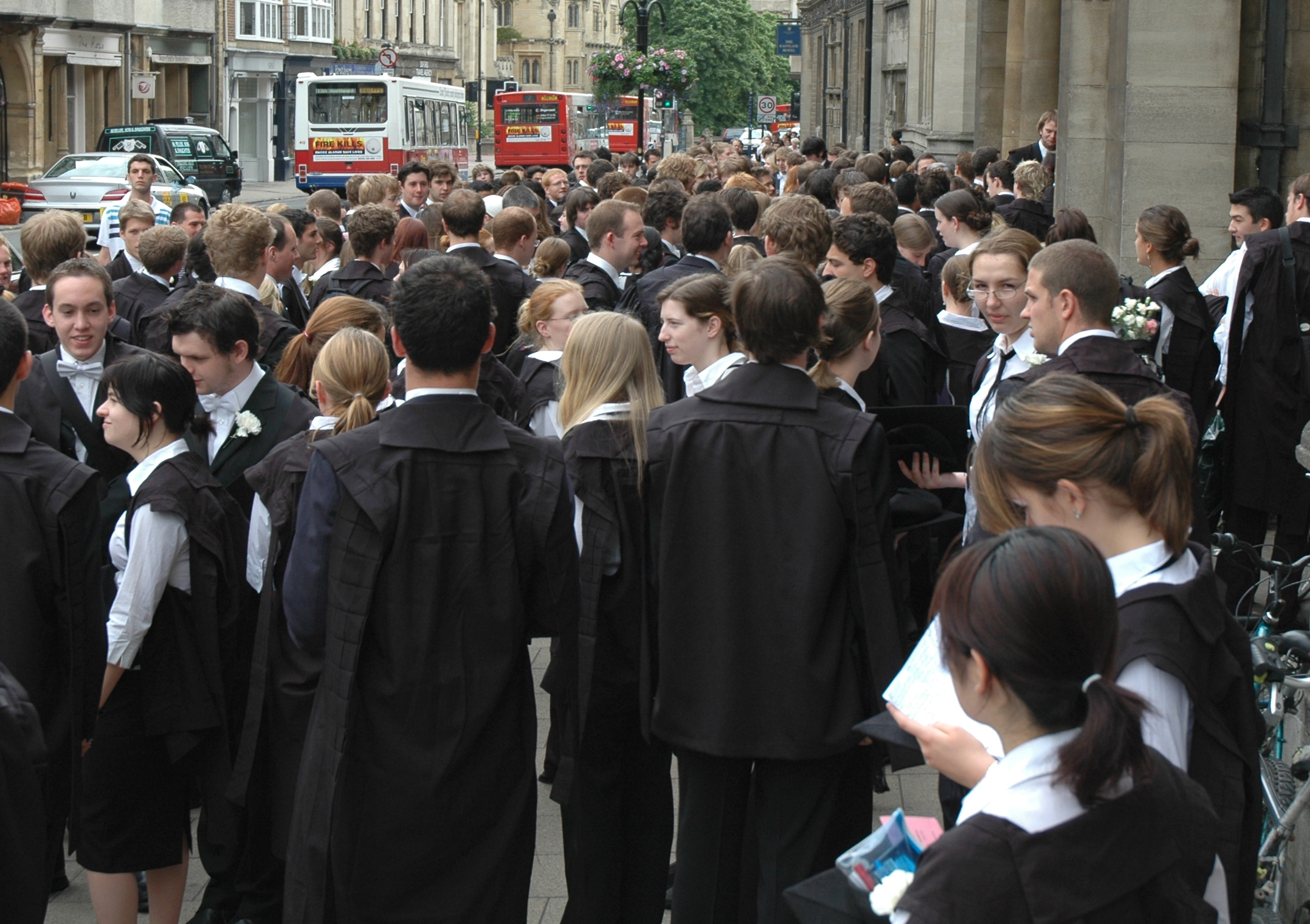
Студенты Оксфордского университета

После прохождения двухгодичного курса A-levels студенты могут получить либо профессиональное, либо высшее образование.
Дальнейшее образование (Further education — FE) включает в себя курсы профессиональной подготовки и некоторые курсы для получения высшего образования (степени бакалавра). Термин «профессиональное образование» используется, чтобы обозначить курсы для тех, кто ушёл из школы в возрасте 16 лет. В Великобритании насчитывается более 600 государственных и частных колледжей дальнейшего образования. Эти учебные заведения предлагают различные программы обучения, включая курсы английского языка, программы подготовки к получению общего свидетельства о среднем образовании и A-levels, профессиональные курсы.
Высшее образование (Higher education — HE) включает в себя программы по получению степени бакалавра, последипломные программы (магистратура, докторская степень) и MBA. Термин «высшее образование» обозначает обучение в университетах, колледжах и институтах, которые предлагают получение ученой или докторской степени.
До 1960-х годов высшее образование в стране осуществлялось в 23 университетах, 16 из них находились в Англии, 1 — в Уэльсе, 4 — в Шотландии, 2 — в Северной Ирландии. Однако вследствие преобразований в сфере высшего образования к началу 1970-х годов количество университетов почти удвоилось, ещё более возросла численность обучающихся в них студентов.

### Плата за обучение
Высшее образование платное — как для своих граждан, так и для иностранцев. Для последних — дороже. Студенты-граждане страны могут учиться в долг, который начинают отдавать лишь после получения диплома и устройства на работу с минимальной заработной платой в размере 21 тысячи фунтов в год. Если же этого не происходит, возвращать долг не нужно. В последнее время в парламенте все больше депутатов склоняются к тому, чтобы повысить стоимость обучения. Такие инициативы непопулярны среди студентов.

## Международная оценка качества образования
Согласно международному исследованию качества среднего образования, Великобритания на протяжении последних 10 лет (2000—2009 гг.) демонстрирует негативную динамику в отношении качества подготовки выпускников своих школ. Так, например, в 2000 году, по данным мониторинга оценки качества образования в школе PISA (Programme for International Student Assessment), проводимым ОЭСР (Организацией экономического сотрудничества и развития), Великобритания занимала 7 место из 32 стран, находясь на уровне существенно выше среднего по ОЭСР, а в 2009 году качество образования спустилось до среднего по ОЭСР уровня, позволив стране занять только 24 место из 65 возможных.
В отношении высшего образования Великобритания традиционно занимает 2 или 3 позицию в международных рейтингах вузов.